# Nhái cây Quang
Nhái cây quang (tên khoa học: Gracixalus quangi) là một loài ếch thuộc họ Rhacophoridae, nó là loài đặc hữu của Việt Nam.
Loài nhái cây này được đặt theo tên Giáo sư Hoàng Xuân Quang, nhà nghiên cứu bò sát ếch nhái (Trường Đại học Vinh). 
Nhái cây quang có nhiều đặc điểm tương đồng và cùng nhánh tiến hóa với các loài Gracixalus gracilipes, Gracixalus supercornutus và Gracixalus quyeti. Tuy nhiên, nhái cây quang được phân biệt với các loài ếch cây khác ở kích thước nhỏ (con đực có kích thước cơ thể nhỏ hơn 25 mm). 

## Đặc điểm
Nhái Cây Quang có kích thước nhỏ, con đực nhỏ hơn con cái. Chiều dài từ mút mõm đến huyệt ở con đực là 2,14 cm - 2,45 cm, con cái là 2,68 cm - 2,73 cm, da màu xanh nhạt, phía sau chi trước và phía trước của đùi, bẹn chi sau có màu vàng đục, có những đốm đen hai bên sườn, bùng và đùi, mõm nhọn hình tam giác, chiều dài của đầu bằng chiều rộng của cơ thể, xương chày lộ rõ. Lỗ mũi nhô ra một chút, có hình bầu dục, gần miệng hơn mắt. Đường kính màng nhĩ bằng một phần ba đường kính mắt và tai của nó cao hơn vùng da xung quanh. Chân dài, các đĩa bám ở chi trước và sau khá lớn, màng bơi chi sau ngắn. Túi kêu phát triển, tiếng kêu có các dạng âm thanh khác nhau.

## Sinh hoc, sinh thái
Thường kiếm ăn sau cơn mưa và bám trên lá cây ở các khu rừng thường xanh ở độ cao 0,8 km - 1 km.

## Phân bố
Nhái cây quang phát hiện năm 2011 ở Khu bảo tồn thiên nhiên Pù Hoạt (Nghệ An) và Khu bảo tồn thiên nhiên Xuân Liên (Thanh Hóa).